# 2013년 구정컵
2013년 구정컵은 홍콩에서 해마다 열리는 구정컵의 31번째 대회이다. 결승전에서 파그너의 골로 부산 아이파크가 상하이 둥야를 1-0으로 물리치고 우승을 차지했다. 홍콩리그 올스타가 3위, 무앙통 유나이티드가 4위를 차지했다.

## 우승
| 2013년 구정컵 우승         |
| -------------------------- |
| 대한민국                   |
| 부산 아이파크 첫 번째 우승 |